# Bjał brjag
Bjał brjag (bułg. Бял бряг) – wieś w Bułgarii, w obwodzie Szumen, w gminie Smjadowo. W 2024 roku liczyła 228 mieszkańców.